# Kraterosz (költő)
Kraterosz (Κρατερός, i. e. 3. század) görög történész
Nagy Sándor egyik hadvezérének, az azonos nevű Kraterosz fia volt, aki apjának Athénben őrzött eredeti okmányaiból egy legkevesebb kilenc könyvből álló történeti munkát szerkesztett, amely néhány töredék kivételével elveszett.